# Juan Manuel Alejándrez
Juan Manuel Alejándrez Rodríguez (ur. 17 maja 1944 w San Pedro Tesistan, zm. 6 stycznia 2007 w Guadalajarze) – meksykański piłkarz występujący na pozycji prawego obrońcy.

## Kariera klubowa
Alejándrez rozpoczynał swoją karierę piłkarską w klubie Nacional de Guadalajara, w którego barwach zadebiutował w meksykańskiej Primera División jako dziewiętnastolatek, w sezonie 1963/1964. W tym zespole spędził kolejne dwa lata, lecz mimo regularnej gry nie zdołał odnieść żadnych sukcesów drużynowych, a ponadto na zakończenie rozgrywek 1964/1965 spadł z nim do drugiej ligi meksykańskiej. Bezpośrednio po tym został zawodnikiem ekipy Cruz Azul z siedzibą w stołecznym mieście Meksyk, gdzie szkoleniowiec Raúl Cárdenas szybko uczynił go podstawowym graczem pierwszego składu. W sezonie 1968/1969 wywalczył ze swoim zespołem poczwórną koronę; pierwszy w historii klubu tytuł mistrza Meksyku, krajowy puchar – Copa México, superpuchar – Campeón de Campeones, a także najbardziej prestiżowe rozgrywki kontynentu, Puchar Mistrzów CONCACAF. Podczas następnych rozgrywek, 1969/1970, zanotował za to wicemistrzostwo kraju, natomiast w 1970 roku zdobył drugi w swojej karierze północnoamerykański Puchar Mistrzów, po raz drugi został również mistrzem Meksyku – w sezonie Mexico '70.
Wraz z rozpoczęciem nowej dekady Alejándrez zaczął notować obniżkę formy, a jego pozycja w wyjściowej jedenastce osłabła na rzecz utalentowanego rywala do gry na prawej stronie defensywy, Ignacio Floresa. Wobec tego został relegowany do roli rezerwowego, lecz nie przeszkodziło mu to w zdobywaniu kolejnych trofeów z Cruz Azul – w 1971 roku trzeci raz wygrał Puchar Mistrzów CONCACAF, w sezonie 1971/1972 osiągnął kolejne mistrzostwo Meksyku, a w tym samym roku zajął drugie miejsce w rozgrywkach krajowego superpucharu oraz Copa Interamericana, gdzie jego ekipa okazała się w dwumeczu gorsza od urugwajskiego Nacionalu. Ostatnie osiągnięcie w barwach drużyny Cruz Azul odniósł w rozgrywkach 1972/1973 w postaci czwartego i ostatniego w swojej karierze tytułu mistrza Meksyku. Jest uznawany za jedną z największych legend w historii klubu.
W połowie 1973 roku Alejándrez zdecydował się powrócić do rodzinnego stanu, gdzie podpisał umowę z zespołem Club Jalisco z siedzibą w Guadalajarze. W klubie tym występował jako podstawowy zawodnik przez następne cztery sezony, jednak nie potrafił nawiązać do osiągnięć odnoszonych z Cruz Azul i nie wywalczył żadnego trofeum zarówno na arenie krajowej, jak i międzynarodowej. Karierę zakończył w wieku 34 lat podczas występów w stołecznej drużynie Atlante FC. Był opisywany jako bardzo waleczny i silny zawodnik, obdarzony świetnym uderzeniem z dystansu. Występował najczęściej na pozycji prawego obrońcy, lecz czasami rozgrywał również spotkania w roli prawoskrzydłowego.

## Kariera reprezentacyjna
W 1967 roku Alejándrez znalazł się w składzie olimpijskiej reprezentacji Meksyku na Igrzyska Panamerykańskie w Winnipeg, gdzie jego drużyna wywalczyła złoty medal i triumfowała w męskim turnieju piłkarskim. W 1968 roku został powołany przez szkoleniowca Ignacio Trellesa na Igrzyska Olimpijskie w Meksyku. Tam pełnił rolę kluczowego punktu swojej kadry narodowej i rozegrał w niej wszystkie sześć spotkań od pierwszej do ostatniej minuty, nie wpisując się na listę strzelców. Jego reprezentacja, będąca wówczas gospodarzem turnieju, zdołała dotrzeć aż do półfinału, lecz następnie przegrała w meczu o trzecie miejsce, nie zdobywając żadnego medalu.
W 1967 roku Alejándrez znalazł się w ogłoszonym przez Trellesa składzie na Mistrzostwa CONCACAF, podczas których 6 marca w wygranym 4:0 meczu z Nikaraguą zadebiutował w pierwszej reprezentacji Meksyku. Na tym turnieju wystąpił jeszcze czterokrotnie, zaś jego drużyna narodowa odniosła w nich trzy zwycięstwa i porażkę, zajmując ostatecznie drugie miejsce w rozgrywkach. W 1970 roku, po kilkunastu występach w meczach towarzyskich, został powołany przez selekcjonera Raúla Cárdenasa na Mistrzostwa Świata w Meksyku. Tam pełnił jednak wyłącznie funkcję rezerwowego i ani razu nie pojawił się na boisku, zaś Meksykanie, pełniący wtedy funkcję gospodarzy, zakończyli swój udział w mundialu na ćwierćfinale. Ogółem swój bilans reprezentacyjny zamknął na 24 rozegranych spotkaniach, nie zdobywając ani jednej bramki.
Zmarł w wieku 62 lat w Guadalajarze, w wyniku trwającej cztery lata choroby żołądka.